# Биџево
Биџево (мкд. Биџево) је насеље у Северној Македонији, у западном делу државе. Биџево припада општини Струга.

## Географија
Насеље Биџево је смештено у југозападном делу Северне Македоније. Од најближег града, Струге, насеље је удаљено 10 km северно.
Биџево се налази у историјској области Горњи Дримкол, која се обухвата северну обалу Охридског језера, око истока Црног Дрима из језера. Насеље је смештено у Струшком пољу, које се пружа на северној страни Охридског језера. Надморска висина насеља је приближно 700 метара.
Клима у насељу, и поред знатне надморске висине, има жупне одлике, па је пре умерено континентална него планинска.

## Становништво
Биџево је према последњем попису из 2002. године имало 546 становника. 
Већину становништва чине Албанци (77%), а у мањини су етнички Македонци (22%). До прве половине 20. века православни Словени су били искључиво становништво у насељу.
Већинска вероисповест је ислам, а мањинска је православље.